# Sandbergerina
Sandbergerina is een geslacht van uitgestorven weekdieren uit de klasse van de Gastropoda (slakken).

## Soorten
- Sandbergerina heroldi (Schlickum, 1974) †
- Sandbergerina hidasensis (Kókay, 1967) †
- Sandbergerina succineiformis (Sandberger, 1863) †